# Bardos, Pyrénées-Atlantiques
Bardos (tiếng Basque Bardoze) là một xã trong tỉnh Basque Labourd, nay là một xã thuộc tỉnh Pyrénées-Atlantiques trong vùng Aquitaine ở tây nam nước Pháp. Xã này nằm ở khu vực có độ cao trung bình 180 mét trên mực nước biển.